# Bombardioidea bombardioides
Bombardioidea bombardioides är en svampart som först beskrevs av Bernhard Auerswald, och fick sitt nu gällande namn av Moreau 1954. Bombardioidea bombardioides ingår i släktet Bombardioidea och familjen Lasiosphaeriaceae.  Arten är reproducerande i Sverige. Inga underarter finns listade i Catalogue of Life.